# Palasea
Palasea é um gênero de traça pertencente à família Arctiidae.